# Gabriele Arosio
Gabriele Arosio PIME (* 15. September 1892 in Lissone, Provinz Mailand; † 26. Juli 1963) war ein italienischer römisch-katholischer Ordensgeistlicher und Apostolischer Präfekt von Neghelli.

## Leben
Gabriele Arosio trat 1912 der Ordensgemeinschaft des Päpstlichen Instituts für die auswärtigen Missionen bei. Am 3. April 1915 empfing er das Sakrament der Priesterweihe. Er legte am 27. Oktober 1919 die ewige Profess ab. Papst Pius XI. bestellte ihn am 21. Mai 1937 zum ersten Apostolischen Präfekten von Neghelli. 1942 trat Arosio von diesem Amt zurück.